# Вуйович, Тамара
Тамара Вуйович (черног. Tamara Vujović; род. 25 августа 1975) — черногорский врач, политический и государственный деятель. Член партии «Демократическая Черногория». Министр культуры и медиа Черногории с 31 октября 2023 года. В прошлом — депутат скупщины Черногории (2020—2023).

## Биография
Родилась 25 августа 1975 года в СФРЮ.
Окончила в 2001 году медицинский факультет Белградского университета в Сербии. С 2005 по 2010 год прошла специализацию по физической медицине на том же факультете.
Работала в 2002—2003 годах врачом общей практики в медицинском центре сербской общины Вождовац, в 2005—2015 годах — в Институте физической медицины, реабилитации и ревматологии имени доктора Симо Милошевича в Игало в общине Херцег-Нови.
В 2015 году была заместителем президента (мэра) общины Херцег-Нови.
С 2015 года является членом президиума Ассоциации физиотерапевтов Черногории.
Стала заместителем министра здравоохранения Будимира Шегрта в переходном правительстве под председательством Мило Джукановича, назначенном скупщиной Черногории 12 мая 2016 года.
В 2016 году была генеральным секретарём неправительственной организации — объединения граждан «Гражданский союз» в Херцег-Нови (NVO „Građanski savez” Herceg Novi).
В 2016 году участвовала в США в Международной гостевой программе лидерства (IVLP) Государственного департамента.
В 2017 году была советником президента (мэра) общины Херцег-Нови.
В 2017—2018 годах работала физиотерапевтом в частном медицинском учреждении «Доктор Димитриевич» (PZU „Dr Dimitrijević”) в Херцег-Нови.
С 2018 года преподавала медицину в государственной школе имени Ивана Горана Ковачича (JUSMŠ "Ivan Goran Kovačić") в Херцег-Нови.
В течение нескольких лет она работала ассистентом преподавателя на факультете прикладной физиотерапии в Игало.
По результатам парламентских выборов 30 августа 2020 года избрана депутатом скупщины Черногории.
31 октября 2023 года назначена министром культуры и медиа Черногории в правительстве под председательством Милойко Спаича, сменила Машу Влаович.